# Red de Bernstein
La Red de Bernstein (nombre oficial: Red Nacional de Bernstein de Neurociencia Computacional, abreviado NNCN) es una red de investigación alemana, que comenzó en el 2004 como una iniciativa de financiación del Ministerio Federal de Educación e Investigación (BMBF). El objetivo de la iniciativa fue el establecimiento a largo plazo de la disciplina de investigación de neurociencia computacional en Alemania. Como parte de estrategia de alta tecnología del gobierno alemán, la Red de Bernstein ha sido apoyada con un total de unos 170 millones de euros hasta ahora. La red incluye más de 200 grupos de investigación en más de 25 ubicaciones en todo el país. Los grupos de investigación participantes se encuentran en las universidades e institutos de investigación no universitarios (Fraunhofer, Helmholtz, Leibniz y los institutos Max Planck). Con el apoyo de una financiación inicial del BMBF, 22 nuevas cátedras en el área de la Neurociencia Computacional se han establecido en las universidades alemanas en el marco de la Red de Bernstein, que se llevan de forma permanente por los Estados federales.
En cooperación con más de veinte socios de la industria, los científicos miembros de la red de Bernstein desarrollan aplicaciones biomédicas y tecnológicas específicas (por ejemplo: la Interfaz Cerebro Computadora, la prótesis visual, el implante coclear, la prótesis, los sistemas avanzados de asistencia al conductor, los chips neuromórficos). Además, exploran nuevos métodos de diagnóstico, métodos terapéuticos o tecnológicos para el tratamiento de los enfermedades neurológicas o psiquiátricas, en colaboración con investigadores clínicos (por ejemplo: la epilepsia, el tinnitus, la esclerosis lateral amiotrófica, la enfermedad de Parkinson, el infarto cerebral, la depresión, la esquizofrenia). Los científicos de la red están también involucrados en programas educativos de grado y postgrado.
El fisiólogo alemán Julius Bernstein (1839-1917) le dio el nombre a la red. Su «hipótesis de la membrana» fue la primera explicación biofísica de la transmisión y procesamiento de información en las células nerviosas a través de las corrientes eléctricas. Con su descripción matemática, Bernstein también allanó el camino para simular los procesos neuronales del cerebro en la computadora.